# Lepteria
Lepteria é um gênero de traça pertencente à família Arctiidae.